# ينغ رودي
ينغ رودي (بالصينية: 英如镝) هو لاعب هوكي الجليد صيني، ولد في 16 أغسطس 1998 في بكين في الصين.

## وصلات خارجية
- ينغ رودي على موقع دوري الهوكي الوطني (الإنجليزية)
- ينغ رودي على موقع دوري الهوكي للقارات (الإنجليزية)
- ينغ رودي على موقع EliteProspects.com (الإنجليزية)
- ينغ رودي على موقع HockeyDB.com (الإنجليزية)
- ينغ رودي على موقع أوليمبيديا (الإنجليزية)